# Яницький Микола Федорович
Микола Федорович Яницький (20 серпня (1 вересня) 1891, Старокостянтинів, Волинська губернія — 15 вересня 1979, Москва) — радянський бібліотечний діяч, книгознавець, бібліограф, історик, географ, статистик, доктор географічних наук, професор, письменник.

## Життєпис
Микола Яницький народився 1 вересня 1891 року в Старокостянтинові Волинської губернії Російської імперії, у родині лікарів. Батько — Федір Феодосійович Яницький (1852—1937), народився в родині священика Феодосія Івановича Яницького в селі Завалля, Подільської губернії. Федір Феодосійович був військовим лікарем-хірургом, дійсним таємним радником, генерал-полковником, у роки Громадянської війни — член Медичної ради при Головному військово-санітарному управлінні України й консультант Головного військово-санітарного управління Червоної Армії.
Мати — Єлизавета Львівна Гросман (1853—1913), народилася в містечку Городище, Черкаського повіту, Київської губернії, одна з перших дипломованих жінок-лікарів у Російській імперії. Дід — Лев Мойсейович Гросман (1819-1896), колезький асесор, лікар Одеського повітового училища, статський радник.
Багато років батьки Миколи працювали земськими лікарями в Полтавській губернії. У подружжя Яницьких, крім Миколи, було ще троє дітей. На жаль, двоє з них померли в дитинстві. Старша сестра — Віра Федорівна Яницька (1889—1937), російський і радянський психоаналітик, педагог, секретар Російського психоаналітичного товариства, перша дружина Отто Юлійовича Шмідта.
1913 року Федора Феодосійовича Яницького разом із донькою Вірою і сином Миколою, постановою сенату був внесений до спадкового дворянського достоїнства з правом зазначення в ІІІ частині дворянської родовідної книги.
Микола Федорович навчався в 2-й одеській гімназії, яку 1909 року закінчив із золотою медаллю. Того ж року вступив до історичного відділення Історико-філологічного факультету Київського університету імені святого Володимира, який закінчив 1914 року.
1918—1919 рр. Микола Яницький працював у Києві завідувачем відділу статистики вищих навчальних закладів, викладачем, приват-доцентом у Народному університеті, політехнікумі, на Вищих жіночих курсах вечірніх, Археологічному інституті.
У грудні 1919 року — переїжджає до Одеси, а згодом, на пароплаві «Святий Миколай» пливе в Крим.
1920 року Микола Федорович працював у Таврійському університеті Сімферополя (до його закриття більшовиками), потім у місцевій кооперативній бібліотеці, читав лекції червоноармійцям запасу. Наприкінці 1920 року переїхав до Москви за викликом О. Ю. Шмідта.
Від листопада 1920 р. до травня 1931 р. — директор центральної Державної книжкової палати.
1929 року — ініціатор створення й перший відповідальний редактор журналу «Бібліографія».
1930 року стає членом редколегії журналу «Бібліотекознавство та бібліографія».
1931—1932 рр. — заступник директора Ленінської бібліотеки.
У період 1931—1936 рр. — працював у Держплані РРФСР.
1936—1963 рр. співробітник Інституту географії Академії Наук СРСР, одночасно викладач МДУ, Державного інституту журналістики й інших закладів вищої освіти в Москві. 1955 року отримав звання доктора географічних наук, 1956 року — професора.
1970 року був навічно занесений до Книги Пошани Державної центральної книжкової палати.
Помер Микола Федорович Яницький 15 вересня 1979 року в Москві.

## Родина
1915 року Микола Федорович Яницький одружився з Єлизаветою Федорівною Гордієнко (1894—1983), лікарем за фахом.

### Діти
- Ірина Миколаївна Яницька (1917—1966) — біолог, викладач та перекладач німецької мови АН СРСР.
- Олег Миколайович Яницький (нар. 1933) — фахівець у галузі американської та європейської соціальної екології, автор книг із соціології.

## Наукова діяльність
Микола Федорович Яницький в 20-х роках активно брав участь у реорганізації ГБЛ, Книжкової палати. Він сприяв формуванню системи видань державної бібліографії, організації книжкових палат у союзних й автономних республіках СРСР, брав участь у розробці єдиної методики бібліографування в державних покажчиках. За ініціативою Миколи Яницького була здійснена реєстрація в Книжковому літописі видань мовами народів СРСР. Він розробив принципи системи обов'язкового примірника, займався питаннями вдосконалення статистики друку, заснував щорічні статистичні збірники. М. Ф. Яницький вніс значний внесок в організацію міжнародного книгообміну, зміцнення зв'язків вітчизняних і зарубіжних книговидавничих та бібліотечно-бібліографічних установ.
Микола Яницький — автор і редактор більше 50 друкованих творів із проблем книжкової справи і бібліографії.

## Вибрані твори
- Торговля пушным товаром в XVII в.  : [Реферат из семинария проф. М.В. Довнар-Запольского] / Н. Яницкий. - Киев : тип. Имп. Ун-та св. Владимира, 1912. - [2], 33 с.; 25.
- Писцовая книга Бежецкой пятины Новгородской области 1564 года / Н.Ф. Яницкий. - Киев : тип. Имп. Ун-та св. Владимира, 1914. - [2], 15 с., 1 л. табл. : табл.; 25.
- Экономический кризис в Новгородской области XVI века: (По писцовым кн.) / Н. Яницкий / Киев: тип. Ун-та св. Владимира, 1915
- Книга в 1924 г. в СССР : [Сб. ст.] / Гос. центр. кн. палата; Под ред. Н.Ф. Яницкого. - Л. : "Сеятель" Е.В. Высоцкого, [192-?]. - 241 с. : табл.; 23 см.
- Електрифікація СРСР в межах генерального плану [Архівовано 30 листопада 2017 у Wayback Machine.]
- Библиографическое дело [Текст] : сборник / под ред. Н. Ф. Яницкого. - Москва ; Ленинград : Гос. изд-во, 1927 (Ленинград : тип. им. Н. Бухарина). - IV, [3], 163 с.; 24×16 см.
- Теоретические вопросы экономического районирования [Текст] : [Сборник статей] / Акад. наук СССР. Ин-т географии ; [Отв. ред. д-р геогр. наук Н. Ф. Яницкий] Москва : Изд-во Акад. наук СССР, 1962
- Яницкий Н. Ф. Врач Федор Феодосьевич Яницкий. Жизнь и деятельность. М., 1973